# Мамедов, Махшур Шахбаз оглы
Махшур Шахбаз оглы Мамедов (азерб. Məşhur Şahbaz oğlu Məmmədov; род. 4 октября 1963 года, село Биринджи Еддиоймаг, Масаллинский район, Азербайджанская ССР) — государственный и политический деятель. Депутат Милли Меджлиса Азербайджанской Республики VI, VII созывов, член дисциплинарной комиссии Милли Меджлиса.

## Биография
Родился Махшур Мамедов 4 октября 1963 года в селе Биринджи Еддиоймаг, ныне Масаллинского района республики Азербайджан в семье сельской интеллигенции. В 1990 году успешно завершил обучение в Азербайджанском государственном университете нефти и химии.
В 1981 году начал свою трудовую деятельность лаборантом в средней общеобразовательной школе села Калиновка. С 1991 по 1995 годы работал в Харрадском кооперативе Масаллинского района. В 1996 году основал и стал генеральным директором мебельной компании Embawood. Высшую должность занимал до 2011 года. 
С 2011 по 2013 годы работал генеральным директором Embawood Georgia. С 2013 по 2015 годы трудился в должности заместителя директора Embawood.
В 2015 году основал и стал генеральным директором Progress Construction. 
На выборах в Национальное собрание Азербайджана VI созыва, которые прошли в 9 февраля 2020 года, баллотировался по округу №70 в городе Масаллы. По итогам выборов одержал победу и получил мандат депутата Милли Меджлиса Азербайджанской Республики. С 10 марта 2020 года приступил к депутатским обязанностям. Является членом комитета по экономической политике, промышленности и предпринимательству, членом комитета по природным ресурсам, энергетике и экологии, а также членом дисциплинарной комиссии Национального парламента. 
В 2024 году на парламентских выборах в Азербайджане, которые состоялись 1 сентября, одержал победу в Масаллинском избирательном округе №74. Официально избран депутатом Милли Меджлиса Азербайджана седьмого созыва, первое заседание которого состоялось 23 сентября 2024 года.
Активный общественно-политический деятель Азербайджана. С 2000 года член Партии «Новый Азербайджан», член Масаллинского районного Совета ПЕА. Председатель Ассоциации производителей мебели Азербайджана, член Российско-Азербайджанского делового совета, член Общественного совета при Агентстве по развитию малого и среднего бизнеса, член правления Конфедерации свободных предпринимателей.
Женат, воспитывает 4 детей.

## Награды
- Орден «Слава» (3 октября 2023 года) — за плодотворную деятельность в общественно-политической жизни Азербайджанской Республики[3]
- Медаль «Прогресс» (11 февраля 2005 года) — за отличие в развитии свободного предпринимательства и реализации «Государственной программы социально-экономического развития регионов Азербайджанской Республики»[4].
- Медаль «100-летие Азербайджанской Демократической Республики» от Президента Азербайджанской Республики.
- Юбилейная медаль «100 лет пограничной обороны Азербайджана» от Президента Азербайджанской Республики.